# Подбрег (Випава)
Подбрег (словен. Podbreg) — невелике поселення у верхній частині долини Випави в общині Випава. Висота над рівнем моря: 383,6 метрів.